# Slatvina
Slatvina és un poble i municipi d'Eslovàquia. Es troba a la regió de Košice, a l'est del país.

## Història
La primera referència escrita de la vila data del 1246.

## Demografia
| Godina             | 1994 | 2004    | 2014   | 2024   |
| ------------------ | ---- | ------- | ------ | ------ |
| Nombre de persones | 253  | 306     | 322    | 307    |
| Diferència         |      | +20,94% | +5,22% | −4,65% |

| Godina             | 2023 | 2024   |
| ------------------ | ---- | ------ |
| Nombre de persones | 303  | 307    |
| Diferència         |      | +1,32% |